# Lyrical Lily
Lyrical Lily(리리카 루리) 미디어 믹스 컨텐츠 「D4DJ」에 등장하는 유닛의 한 세트.

## 개요
주식회사 도너츠의 미디어 믹스 컨텐츠 「D4DJ」에 등장하는, DJ&보컬&퍼포먼스 유닛의 한 세트.
유닛 음악 프로듀서는 나카무라 코우(D4DJ의 스토리 원안과 후술하는 단편 소설도 담당).
유닛 발표는 다른 5개 조보다 조금 늦은 2019년 10월 14일.하루나 이외의 3명의 성우는 일반 오디션에서 모집되었다.

아가씨 학교인 아리스가와가쿠인 고등부의 1학년에 의해서 결성한 DJ 유닛으로, 통칭 「리리리(リリリリ)」.
멤버 전원이 교내에서 아날로그의 DJ 기재를 발견한 것을 계기로 활동을 개시했다.현재는 아리스가와 여학원 공인의 DJ 유닛으로서, 날마다 새로운 것을 발견하는 매일을 보내고 있다.
유닛명의 유래는 아리스가와 여학원의 교장이 백합꽃이었기 때문에(Lyrical이라는 단어에는, 자신의 말을 솔직하게 전한다고 하는 의미가 있으므로, 그녀들에게 딱이다).

오리지널 악곡은 유명한 문학 작품 등 문학을 기본으로 만들어져 있는 것이 특징.그르미크에서는 전체적으로 난이도가 낮다.
커버곡도, 「후·레·응·도·시·타·이(ふ・れ・ん・ど・し・た・い)」나 「태양의 flare sherbet」라고 하는 미소녀·모에계(?) 애니메이션의 악곡이 늘어선……하지만, 설마의 「남자의 훈장」을 담당.게다가 지상파 골든 방송에서의 첫 선을 보였다.

## 멤버
- 사쿠라다 미유우(桜田美夢)
- 카스가 하루나(春日春奈)
- 시라토리 쿠루미(白鳥胡桃)
- 타케시타 미이코(竹下みいこ)

## 미디어 믹스
리리컬한 리릭
월간 부시로드에서 연재되고 있는 단편 오리지널 소설.집필은 전술한 Lyrical Lily 음악 디렉터 나카무라 코우, 삽화는 캐릭터 디자인을 담당하고 있는 야체가 담당.이들의 일상과 오리지널 곡에 관한 이야기 등이 그려진다.
2022년 2월 11일에 서적화, 2023년 3월 31일에 제2집을 발매.
무대 Lyrical Lily '천리! 길도 한 걸음부터'
비행선 극장에서 개최된 DJ·노래·댄스에 그치지 않는 본격적인 연극을 더한 라이브.
게스트로 하나마키 오토와 역의 이와타 아오이, 히다카 사오리 역의 하즈키 히마리, 마츠야마 다리아 역의 네기시 아이, 아오야기 츠바키 역의 카토 리호나, 그리고 앙상블로 시노하라 아리사와 시미즈 유리가 등장.※3
무대 D4DJ 「아리스가와 학원 문화제 LIVE STAGE」
2023년 4월 30일부터 5월 7일에 걸쳐 비행선 극장에서 개최되었다.출연자는 그 밖에 Merm4id, 그리고 이시비 에리카(아리스가와 학원의 학생회장역), 아카오 히카루(부회장역), 치하루(서기역), 니시모토 리미(서무역).
23시에 Lyrical Lily 하우스로 괜찮으세요?
TOKYO MX, BS닛테레에서 2022년 7월 1일부터 방송 개시한 관 프로그램.매회 어떠한 지령을 포함한 즉흥 연극의 피로와 앰배서더를 맡는 뱅가드의 정보를 전달한다.
D4DJ All Mix
마찬가지로 TOKYO MX, BS닛테레에서 2023년 1월 13일부터 방송의 Lyrical Lily가 주역인 애니메이션.1년 내내 지역 활성화 행사를 의뢰받은 이들의 활약이 그려진다.

## 여담
멤버의 성은 거리의 이름에서 왔다.
- 사쿠라다→사쿠라다 거리(도쿄도 치요다구~미나토구~시나가와구를 지난다.국도 제1호에 해당)
- 가스가→가스가 거리(도쿄도 도시마구~분쿄구~타이토구~스미다구를 통과함)
- 백조→백조거리(교토부 마이즈루시, 오사카부 하비키노시 등에 있음)
- 다케시타→다케시타 거리(도쿄도 시부야구, 후쿠오카시 하카타구에 있음)

담당 성우는 2001년생이 1명, 2003년생이 1명, 2004년생이 2명인 90년대생 성우가 한 명도 없는 유닛이어서 다른 5유닛과 추가 2유닛을 포함해도 단연 평균 연령이 젊다.